# چرخش (فیلم ۲۰۰۷)
چرخش (به انگلیسی: Spin) یا تو اینجایی فیلمی محصول سال ۲۰۰۷ و به کارگردانی هنری پینکوس است. در این فیلم بازیگرانی همچون پاتریک فولوگر، آدام کمپل، کیتی کسیدی، لورن جرمن، بیجو فیلیپس، کریس لوول، امبر هرد، مایکل بین، دنی مسترسون و انجلا تریمبر ایفای نقش کرده‌اند.